# 森武夫 (陸軍軍人)
森 武夫（もり たけお、1889年（明治22年）10月16日 - 1981年（昭和56年）5月7日）は、大日本帝国陸軍軍人。最終階級は陸軍主計中将。経済学博士。

## 経歴
1889年（明治22年）に岡山県で生まれた。陸軍経理学校第6期主計候補生として1912年（明治45年）5月1日に卒業。1918年（大正7年）4月から1921年（大正10年）4月まで員外派遣学生として東京帝国大学経済学部で聴講した。1936年（昭和11年）8月1日に陸軍一等主計正進級と同時に陸軍経理学校教官に着任。同年12月1日に第19師団経理部長に転じ、1938年（昭和13年）12月に第4師団経理部長、1939年（昭和14年）3月9日に第1師団経理部長を歴任した。
同年8月1日に陸軍主計少将に進級と同時に千住製絨所長に就任し、1940年（昭和15年）4月に陸軍製絨廠長となった。1941年（昭和16年）11月6日に南方軍経理部長に就任して太平洋戦争に出征。1942年（昭和17年）12月に陸軍主計中将に進級した。1945年（昭和20年）4月6日に中部軍管区司令部附となり、4月7日に第2総軍経理部長に就任し終戦を迎えた。
1947年（昭和22年）11月28日、公職追放仮指定を受けた。